# Йорк (тауншип, Пенсильвания)
Йорк (англ. York Township) — тауншип первого класса в округе Йорк, штат Пенсильвания, США. В 2010 году в тауншипе проживало 27 793 человека. Йорк является вторым населённым пунктом по количеству жителей в округе после столицы — одноимённого города. Заселение территории тауншипа началось в XVIII веке.

## Географическое положение и транспорт

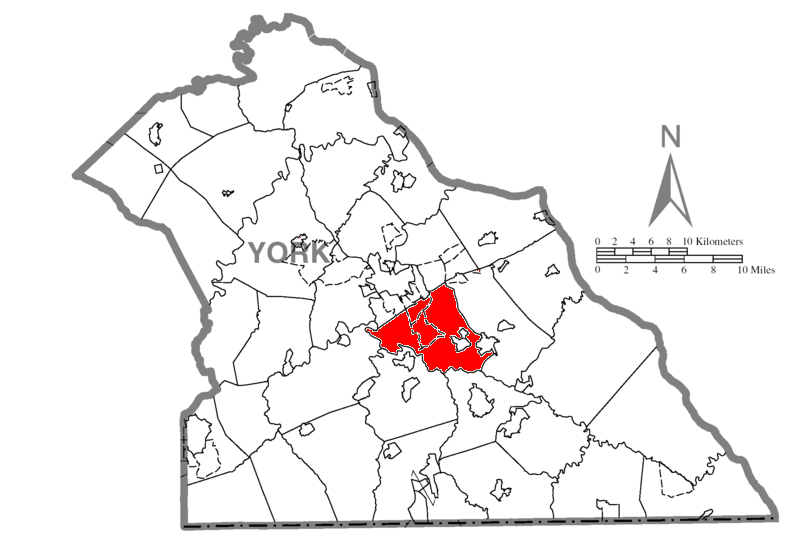
Тауншип Йорк на карте округа Йорк

Тауншип расположен в центре округа Йорк в 5 км на юго-восток от города Йорк. Через него проходит межштатная автомагистраль I-83 (Interstate 83).
Самая высокая точка тауншипа — 291 м над уровнем моря расположена на Парковой улице. Самое низкая — 112 м. По данным Бюро переписи населения США Йорк имеет площадь 67 квадратных километров. Из них 0,8 км² воды. Территория Йорка полностью окружает три боро Далластоун (2,0 км²), Йи (0,5 км²) и Ред-Лайон (3,3 км²), частью её территории являются статистически обособленные местности Спри (6,7 км²), Тайлер-Ран (2,5 км²), Квинс-Гейт (1,5 км²) и невключённая территория Лидер-Хайтс. На юго-западную границу тауншипа формируют водохранилище Йорк и озеро Редман, западную - река Кодорус.

## История
Соглашение между индейцами и поселенцами о земле тауншипа было заключено в 1736 году. Среди поселенцев были англичане, немцы, шотландцы, ирландцы, многие из них были фермерами. Тауншип Йорк был создан в 1753 году через 4 года после создания округа Йорк при разделении тауншипа Хеллам. Часть территории тауншипа Йорк перешла в тауншип Уиндзор в апреле 1758 года и тауншип Спринг-Гарден в 1822 году. К 1783 году в тауншипе было 128 домов, 94 амбара, 9 мельниц, 4 дистиллерии, проживало 456 мужчин и 437 женщин. Большинство проживало на юго-востоке тауншипа в «районе трёх боро». Эти три населённые области были инкорпарированы как боро — Далластоун в 1867 году, Ред-Лайон в 1880 году и Йи в 1893 году. В 1900 году население тауншипа увеличилось до 2793 человек, а к 1940 году — до 3590.
До Второй мировой войны Йорк был преимущественно сельскохозяйственным населённым пунктом. В 60-х годах началось активное заселение тауншипа, в основном из-за децентрализации города Йорка. Появился торговый центр и бассейн. Происходило развитие городской части тауншипа, а не сельскохозяйственной. В 1959 году Йорк был реорганизован из тауншипа второго класса в тауншип первого класса.

## Население
Тауншип Йорк является вторым населённым пунктом по количеству жителей в округе после столицы — города Йорка. По данным переписи 2010 года население Йорка составляло 27 793 человека (из них 47,6 % мужчин и 52,4 % женщин), в тауншипе было 11 768 домашних хозяйств и 7753 семей. Расовый состав: белые — 91,2 %, афроамериканцы — 3,7 %, коренные американцы — 0,2 %, азиаты — 2,3 % и представители двух и более рас — 1,6 %. На 2014 год население тауншипа Йорка было распределено по происхождению следующим образом: 8,6 % — американское, 43,9 % — немецкое, 11,1 % — ирландское, 6,9 % — итальянское, 2,5 % — голландское происхождение.
Из 27 793 человек тауншипа, 1464 проживают в статистически обособленной местности Квинс-Гейт (плотность — 976 чел./км²), 4891 — в Спри (плотность — 730 чел./км²), 1901 — в Тайлер-Ран (плотность — 760,4 чел./км²), остальные 19 537 человек не принадлежат статистически обособленным местностям (плотность на оставшейся территории тауншипа — 347 чел./км²).
Население города по возрастному диапазону по данным переписи 2010 года распределилось следующим образом: 21,3 % — жители младше 18 лет, 3,1 % — между 18 и 21 годами, 52,5 % — от 21 до 65 лет и 19,4 % — в возрасте 65 лет и старше. Средний возраст населения — 43,3 года. На каждые 100 женщин в Йорке приходилось 90,8 мужчин, при этом на 100 совершеннолетних женщин приходилось уже 87,5 мужчин сопоставимого возраста.
Из 11 768 домашних хозяйств 65,9 % представляли собой семьи: 53,6 % совместно проживающих супружеских пар (19,6 % с детьми младше 18 лет); 8,6 % — женщины, проживающие без мужей и 3,7 % — мужчины, проживающие без жён. 20,3 % не имели семьи. В среднем домашнее хозяйство ведут 2,34 человека, а средний размер семьи — 2,87 человека.
| 1783 | 1820 | 1830 | 1840 | 1850 | 1860 | 1870 | 1880 | 1890 | 1900 | 1910 | 1920 | 1930 | 1940 | 1950 | 1960 | 1980  | 2000  | 2010  |
| ---- | ---- | ---- | ---- | ---- | ---- | ---- | ---- | ---- | ---- | ---- | ---- | ---- | ---- | ---- | ---- | ----- | ----- | ----- |
| 893  | 2107 | 1181 | 1294 | 1950 | 2390 | 2307 | 2370 | 2489 | 2793 | 2773 | 2881 | 3239 | 3590 | 4502 | 8506 | 16893 | 23637 | 28673 |

## Политика
Тауншипы в Пенсильвании — это административно-территориальные единицы округа, подчинённые местному муниципальному правительству, они являются одной из старейших политических форм. В 1959 году Йорк был реорганизован из тауншипа второго класса в тауншип первого класса. Он является подразделением Содружества Пенсильвании. Присвоение первого класса привело к изменению политической структуры тауншипа — были организованы 5 административных районов, из каждого выбирается представитель в Совет уполномоченных (англ. Board of Commissioners). Совет ответственен за принятие бюджетов, налоговую систему, организацию, планы развития населённого пункта. Каждый представитель выбирается на 4 года. На 2015 год в совете уполномоченных Роберт Кеслер, Джордж Джоунс младший, Роберт Стил, Альберт Гранхольм, Пол Кнеппер.

## Экономика
В 2014 году из 22 895 человек старше 16 лет имели работу 14 017. 14,6 % было занято в сферах финансов и менеджмента, 6,9 % в сферах информационных технологий и науки, 7,9 % — в образовании, 15,1 % — в сфере услуг, 7,2 % — в сфере сельского хозяйства, 24,5 % — сферы продаж и офисной работы. При этом мужчины имели медианный доход в 54 652 долларов США в год против 47 877 долларов среднегодового дохода у женщин. В 2014 году медианный доход на семью оценивался в 77 320 $, на домашнее хозяйство — в 62 292 $. Доход на душу населения — 35 559 $ в год. 5,4 % от всего числа семей в Йорке и 7,1 % от всей численности населения находилось на момент переписи за чертой бедности.